# Кузьёль (приток Антипаю)
Кузьёль (устар. Кузь-Иоль) — река в Шурышкарском районе Ямало-Ненецкого АО России. Устье реки находится в 36 км по правому берегу реки Антипаю. Длина реки составляет 22 км.

## Данные водного реестра
По данным государственного водного реестра России относится к Нижнеобскому бассейновому округу, водохозяйственный участок реки — Обь от впадения реки Северная Сосьва до города Салехард, речной подбассейн реки — бассейны притоков Оби ниже впадения Северной Сосьвы. Речной бассейн реки — (Нижняя) Обь от впадения Иртыша.